# Esòfag
L'esòfag és un tub muscular, a través del qual el bol alimentari (menjar) passa de la boca a l'estómac. Es continua amb la laringofaringe a nivell de la sisena vèrtebra cervical (C6).

## Funció
El bol alimentari passa a través de l'esòfag per moviments peristàltics (peristalsi). Als mamífers connecta la faringe, que és una cavitat comuna de l'aparell respiratori i el digestiu, amb l'estómac, on s'inicia la segona part de la digestió (la primera part es produeix a la boca, a través de la masticació i la mescla del menjar amb saliva).

## Estructura

### Esfínters
L'esòfag està envoltat per la part superior i inferior per dos anells musculars, coneguts respectivament com a esfínter esofàgic superior i esfínter esofàgic inferior. Aquests esfínters actuen per tancar l'esòfag quan no s'empassa menjar. L'esfínter esofàgic superior és un esfínter anatòmic, que està format per una porció inferior del constrictor faríngi inferior, també conegut com a esfínter cricolaringi a causa de la seva relació amb el cartílag cricoide de la laringe anterior. Tanmateix, l'esfínter esofàgic inferior no és un esfínter anatòmic, sinó més aviat funcional, el que significa que actua com a esfínter però no té un engrossiment diferent com els altres esfínters.

## Histologia
Consta de quatre capes que, de més intern a més extern, són:
- Mucosa
  - Epiteli pla estratificat. La seva funció és la protecció.
  - Làmina pròpia. Escassa.
  - Muscular de la mucosa. Múscul llis.
- Submucosa. Conté glàndules secretores de moc (glàndules esofàgiques).
- Muscular externa. La seva composició varia segons el tram de l'esòfag:
  - Terç superior: Múscul estriat.
  - Terç mitjà: Múscul llis.
  - Terç inferior: Predomini del múscul llis.
- Adventícia.

## Malalties associades
- Freqüents:
  - Esofagitis. La forma més habitual és la malaltia per reflux gastroesofàgic (MRGE) en què l'àcid de l'estómac puja a través de l'esòfag causant una sensació de cremor (per l'esofagitis); un reflux continu pot arribar a erosionar les capes més internes de l'esòfag i donar lloc a l'esòfag de Barrett.
  - Hèrnia d'hiat, sovint associada a la MRGE.
- Poc freqüents o rares:
  - Atrèsia esofàgica
  - Fístula traqueoesofàgica
  - Càncer d'esòfag
  - Constricció esofàgica
  - Varius esofàgiques
  - Síndrome de Mallory-Weiss
  - Síndrome de Plummer-Vinson
  - Anell de Schatzki
  - Diverticle de Zenker
  - Trastorns de la motilitat:
    - Acalàsia
    - Afectació esofàgica de la malaltia de Chagas
    - Espasme esofàgic
    - Disfàgia neurogènica

## Imatges addicionals

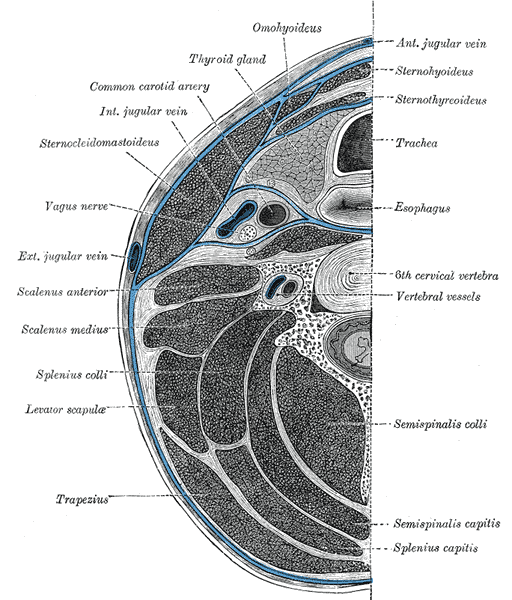
Tall transversal del coll a nivell de C6.
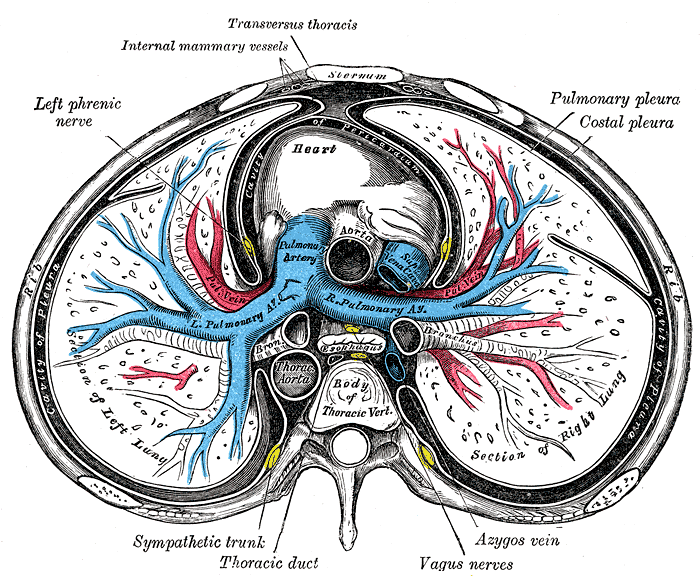
Tall transversal del tòrax. Es mostren les relacions de l'artèria pulmonar.
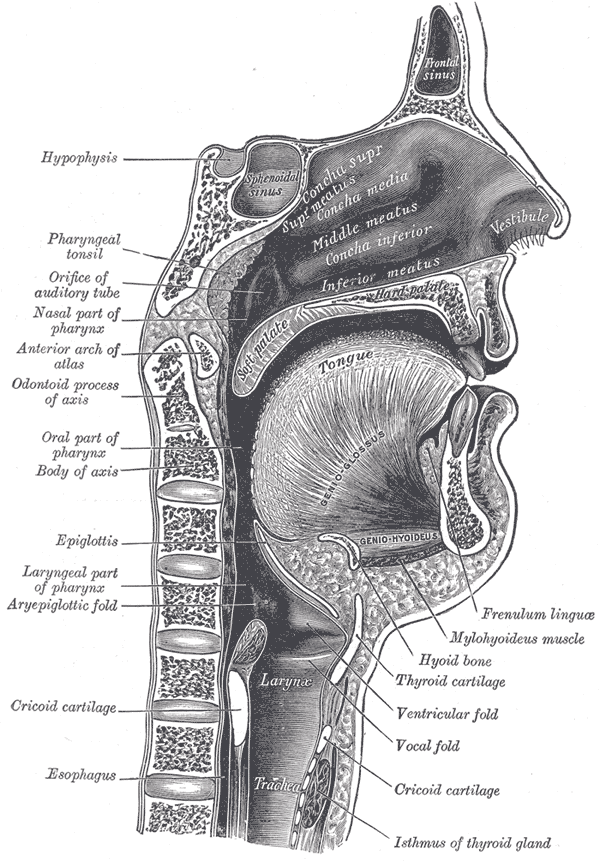
Tall sagital del nas, la boca, la faringe i la laringe.
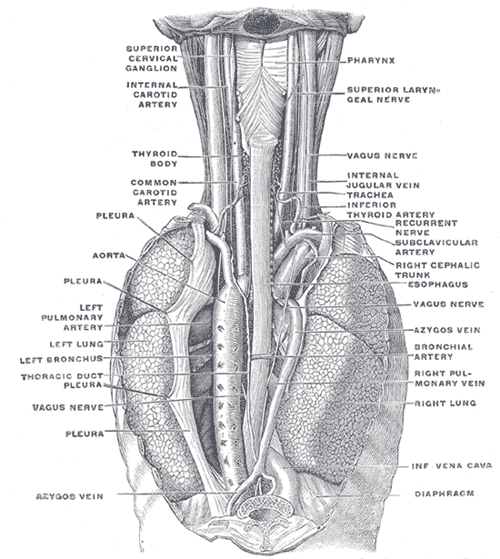
Posició i relacions cervicals i mediastíniques de l'esòfag. Vist des de darrere.
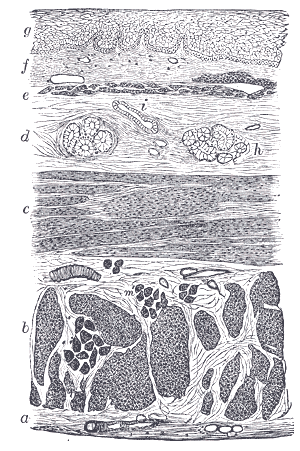
Secció d'un esòfag humà.